# Heroica Ciudad de Tlaxiaco
Heroica Ciudad de Tlaxiaco è un comune del Messico, situato nello stato di Oaxaca.